# Georgij Brusilov
Georgij Lvovič Brusilov (rusky Георгий Львович Брусилов, 1884, Mykolajiv, Ukrajina – 1914,? Severní ledový oceán) byl ruský polárník a badatel, který se pokoušel proplout severní ledovou cestou od východu přes Beringův průliv podél území Ruska směrem k Nové zemi a po neúspěšném pokusu se pokoušel o totéž z opačného směru z Barentsova moře směrem k Tichému oceánu. Při tomto pokusu výprava zmizela v Severním ledovém oceáně a její osud nebyl znám.

## Popis cesty
V roce 1910 se vydal na průzkum Čukotského moře. Následující rok proplul z Vladivostoku až k ústí řeky Kolymy, kde výprava musela svůj pokus vzdát a vrátit se. V roce 1912 na lodi Svatá Anna vyplul z Petrohradu, aby svůj pokus zopakoval z Barentsova moře. U břehů Jamalského poloostrova loď zamrzla a byla hnána na sever od Země Františka Josefa. Na jaře 1914 povolil Brusilov 11 mužům pod velením Valeriana Albanova opustit loď. Na lodi zůstalo jen 13 mužů. Další osud lodi i posádky zůstal celé století zahalen tajemstvím, až teprve v roce 2010 se ruským výzkumníkům podařilo najít pozůstatky výpravy na zaledněném pobřeží Země Františka Josefa. Lodní deník a zprávy o plavbě přinesl Valerian Albanov. Drift od Jamalu na sever změnil představy o proudu v Karském moři. Tento drift později analyzoval Vladimír Juljevič Vize a předpověděl existenci ostrova na severovýchod od Nové země, později po něm nazvaného.